# Gyepű

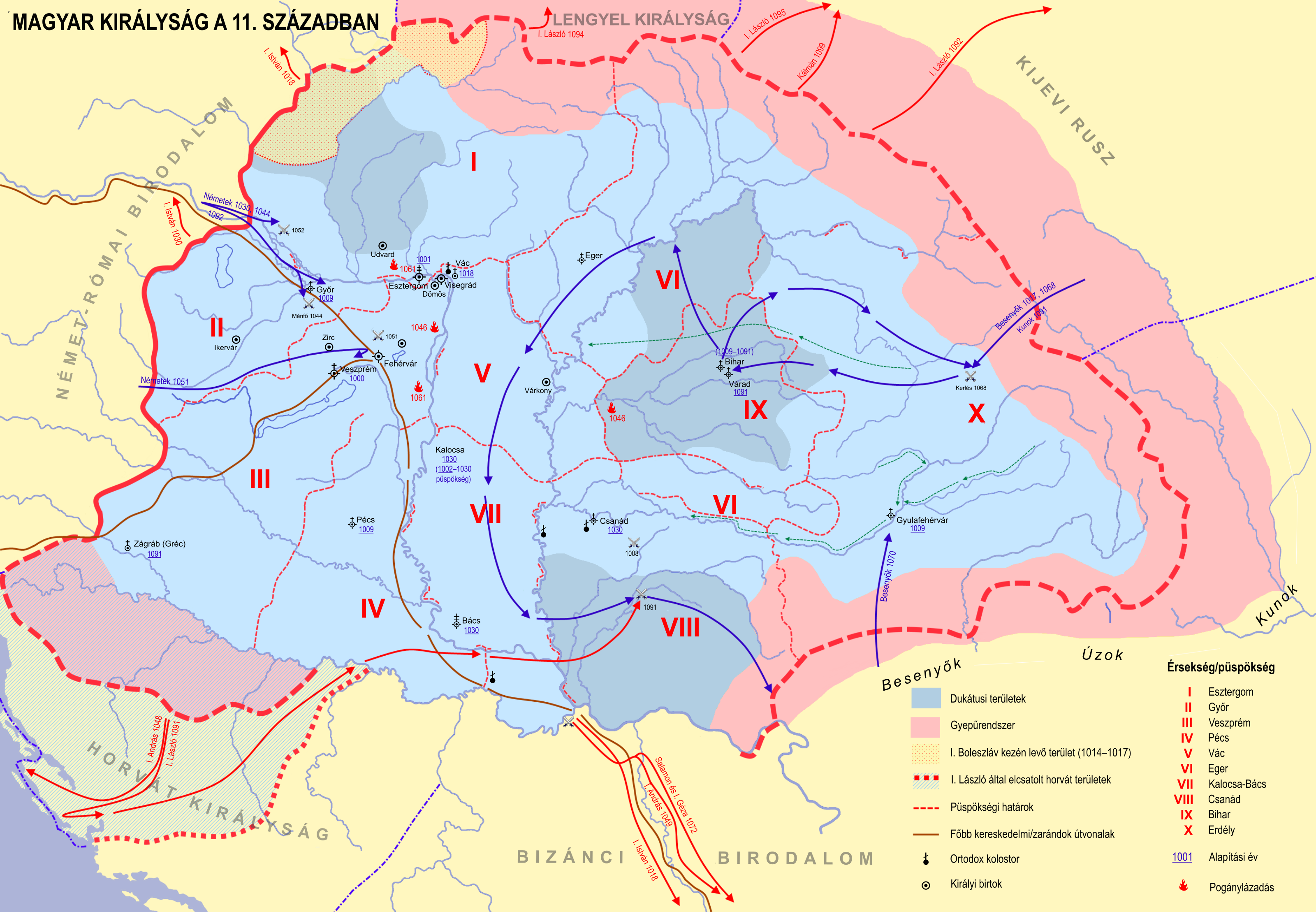
A Magyar Királyság területe és egyházmegyéi a 11. században. A gyepűrendszert rózsaszín sáv jelöli.

A gyepű (latin nyelvű forrásokban indago) a határ meghatározására alkalmas természetes tereptárgyak, járhatatlan erdők, hegyek, mocsarak sorozata volt, amit műveletlenül, lakatlanul hagytak. Egyes szakaszokon, szükség és lehetőség szerint mesterséges akadályokkal, árkokkal, földhányásokkal, fatorlaszokkal egészítettek ki. A gyepűkön átvezető „nemzetközi” útvonalak külső kijáratainál határvédő népelemek, főleg kavarok, besenyők és székelyek éltek és állandó őrséget tartottak. Gyepűket már a hunok és az avarok is alkalmaztak. A gyepű belső szélén pedig eltorlaszolható kapukat alakítottak ki. A gyepű volt a honfoglaló magyarság határvédelmi rendszere is, ami azután még évszázadokig fennmaradt. Magyar elnevezése ismeretlen eredetű, azonban kapcsolatban áll a gyep szóval.
A gyepűrendszer fontos része volt a gyepűelve, azaz a gyepű előtti, azon kívüli terület, ami széles, gyakran több napi járóföldre kiterjedő senki földje, erdővidék volt. A magyarok korai gyepűrendszerének leírása Konstantin császártól maradt fenn, mely szerint Turkia, a magyar szállásterület és a szomszéd népek között több napi járóföldre terjedő lakatlan gyepűelve húzódott.
A honfoglalás korabeli magyar határon a Kárpátok erdős láncolata négy napi járóföldnyi területen szolgált gyepűelvéül a Havasalföldön és Moldvában lakó besenyők felé, de több napi járóföld volt a Galícia területén lakó fehér horvátok felé, valamivel kevesebb a Morva medencében lakó morvák felé, akik 902-ben magyar uralom alá is kerültek. A bajorok felé a Bécsi-erdő és az Enns közötti dombság volt a gyepűelve, míg a szlovének illetve a horvátok felé a Mura és a Száva mentén húzódott. Az ekkoriban nándornak nevezett bolgárokat pedig folyami határ; a Száva alsó szakasza és az Al-Duna választotta el.
A vármegyerendszer kialakítása során István király ugyancsak a honfoglaló magyarság katonai segédnépeire támaszkodott a határ menti vármegyék benépesítésekor. Ezekbe a határispánok vezette megyékbe mélységben tagoltan telepítették a „lövőket” és „őröket”, akiknek a foglalkozását számos helységnév őrzi ma is Magyarország határain belül és kívül egyaránt, például Szabolcs-Szatmár-Bereg vármegyében Őr, Nyírlövő, Lövőpetri, Szilágy megyében Szamosőrmező, Vas vármegyében Felsőőr és Alsóőr, Zemplén vármegyében Őrmező, valamint Lövő, Zalalövő. A határőrök feltételes, királyi szabadsággal rendelkeztek, társadalmi helyzetük a várnépekhez hasonló volt. A külföldre irányuló magyar támadások során könnyűfegyverzetű segédcsapatokat, előhadakat állítottak ki.
A gyepűkön túli területet, a gyepűelvét a népesség növekedésével fokozatosan betelepítették, a 12. századtól a kapukat egyre kijjebb helyezték. A 14. századra a gyepűelve, a több napi járóföldnyi „senki földje” gyakorlatilag megszűnt, a magyar és a szomszédos országbeli lakosok településterületei mindenhol megközelítették egymást.
A gyepű tényleges vonala a kevés fennmaradt adat miatt egyelőre nem rekonstruálható. Nem valószínű, hogy folytonos, az egész magyar szállásterületet, az egész Kárpát-medencét körülölelő folytonos vonalat alkotott. A kutatásban, megfelelő kritikával, hasznos lehet a Gyepű, Gyepes illetve németül a Hag, szláv nyelveken a Preszeka szót tartalmazó helynevek vizsgálata.
A gyepűrendszer a tatárjárásig meglehetősen hatékonyan működött, a külföldi támadások során jelentősen csökkentette a behatoló hadsereg erejét, később feladatát a határvárak vették át.